# Bumeráng (rádióműsor)
A Bumeráng egy magyar reggeli rádióműsor, 12 éven át az ország leghallgatottabb rádióműsora volt. A műsor kezdetben a Sláger Rádión, majd annak megszűnése után a Neo FM-en, végül pedig a Music FM-en futott.

## Története
Bochkor Gábor és Boros Lajos először a Danubius Rádión vezettek közösen reggeli műsort 1996-tól Danubius Cappuccino Tripla néven. 1999. április 5-én indult új reggeli műsoruk a Sláger Rádión Bumeráng néven, ahova Voga János is csatlakozott. A műsor rövid időn belül nagy népszerűségre tett szert, sokáig Magyarország leghallgatottabb reggeli rádiós műsora volt. Számtalan mémmé vált jelenség először a műsorban mutatkozott be országosan (Gát Véder, Ne fürgyé' le, Dandó Zoltán magyar népmesék-paródiája stb.), emellett több, kitelepüléssel járó kampányt is szerveztek (Bumeráng Mosolyturné, Nagy Voga Vadászat), időnként pedig zenés szerzeményeket is kiadtak. Amikor épp nem voltak bent a stúdióban (mert pl. szabadságon voltak), olyankor vagy Best of Bumeráng szólt a rádióban, vagy meghívott műsorvezetőket ültettek be a maguk helyére. A Sláger Rádió 2009. november 18-i megszűnésével a Bumeráng is leállt.
Hosszas tárgyalások után Bochkorék úgy döntöttek, hogy a Neo FM-hez szerződnek. A műsor jogait (így a nevet és a logót is) Bochkor és Boros vásárolta fel a Sláger Rádiótól. Műsoruk 2010. január 18-án folytatódott, a műsor menete lényegében nem változott semmit. A hírolvasók közül Gombos Edina lépett ki a Bumeráng csapatából, akinek helyét Buliczka Csilla, majd 2011. szeptember 1-től Nyíri Dóra vette át. Boros Lajos 2012 márciusában bejelentette, hogy életkora miatt nem akarja folytatni a jövőben a műsort, ezért lázasan elkezdték keresni a leendő utódját. A posztra a legesélyesebb István Dániel volt, aki azonban a Bumerángban mégsem szerepelhetett, ugyanis 2012. augusztus 7-én a stáb, szolidaritást vállalva a Neo FM többi dolgozójával, minden előzetes jelzés nélkül felállt és nem készített több műsort.
2012. augusztus 27-én – három hét szünet után – reggel 6-tól öt napra ismét visszatért a Bumeráng az éterbe. A műsor a Music FM-en volt hallható, amíg a rádió saját műsorvezetői, Harsányi Levente, Hajdu István és Pordán Petra szabadságukat töltötték.

### A műsor megszűnése után
2012. október 12-én a Geomédia Zrt.-vel (a Neo FM egykori résztulajdonosával) együttműködve indult el a Bumeráng hetilap, amely rövidesen, a november 30-i számmal meg is szűnt.
Bochkor Gábor két év szünet után, 2014. október 1-től 2019. február 7-ig vezette a Music FM Önindító című reggeli műsorát. Jelenleg az ATV-n vezet talk show-t. Boros Lajos és Voga János 2013 decembere óta készített próbafelvételeket, majd 2014-ben indult el fizetős podcastjük BorosMegaVoga néven, amely több vidéki rádióadón is hallható volt egészen 2018. március 9-ig. Borost jelenleg a Rádió Bézs-en lehet hallani.
2020. augusztus 31-én a Retró Rádión visszatért Bochkor Gábor új, Bochkor (BCHKR) nevű reggeli műsorával, melyet Lovász Lászlóval vezet minden hétköznap reggel 6 és 10 óra között. Voga egy telefonos bejelentkező rovat keretében a műsor része 9 órától, heti 3 alkalommal.
Baji Anita (Banita), a stáb egyik tagja a Petőfi Rádió Talpra magyar című reggeli műsoránál folytatta karrierjét, majd egy másik stábtaggal, Vastagh Zsolt "Zsoc"-cal, a Rock FM 95.8 Rockreggel című reggeli műsorának készítésében vettek részt annak 2019. februári megszűnéséig. Eztán, a Reggeli szerkesztője lett, melynek átrendeződésekor Banita otthagyta a műsort, és jelenleg a Rádió 1-nél dolgozik, a szerkesztésnek búcsút intve.
2015 októberében a Bumeráng hivatalos honlapját feltörték, az oldalt az üzemeltetők leállították.
2021. július 9-én újra összeálltak a Bumeráng műsorvezetői a Retró Rádió Bochkor című műsorában, de csak egyetlen alkalomra.

## Állandó műsorelemek
- Hírvadász – a betelefonáló hallgatónak meg kellett neveznie, hogy a reggeli hírek között melyik hírben rejtették el az adott nap kulcsszavát. Az utolsó időkben a műsorelem Shock the Dóri néven futott.
- Nicsak, ki beszél – egy hírességtől választott mondatot kevertek meg, a hallgatónak ki kellett találnia, hogy ki mondta. A rovat később a Bochkor keretein belül folytatódott Hangcsapda néven.
- Baby Bumeráng – ki kellett találni gyermekek körülírásából egy szót
- Tucc hunul? – egy külföldi ember által kimondott szót kellett felismernie a hallgatónak. A rovat később az Önindítóban is hallható volt.
- Edina/Csilla/Dóri kis színesei – a nap legfurcsább, legérdekesebb színes hírei
- Bryan – az "Amerikából ideimportált  belső szem és magasles", aki jellegzetes amerikai akcentussal kommentálta a hét történéseit. Bryan eredeti neve Bokor Tibor, és Szombathelyen él.[9][10]
- Márta néni – Geszti Péter anyukája, a hallgatók által beküldött problémákkal kapcsolatos levelekhez fűzött jótanácsokat
- Rokker Zsoltti és a Nagymutter – Erdei Sándor humorista által kitalált karakterek kommentálták a hét híreit.
- Dubček – Dubovský László, Tornalja volt polgármestere beszélgetett a műsorvezetőkkel, ízes felvidéki tájszólással. 2010-től kezdve a vele szemben folyó büntetőeljárás miatt már alig-alig került műsorba, egészen 2011-ben bekövetkezett öngyilkosságáig.[11]
- Interaktív közlekedési hírblokk – közlekedési hírek a hallgatók által beküldött üzenetekből.

## Botrányok
A Bumeráng, stílusából is adódóan, számtalanszor került az Országos Rádió és Televízió Testület (ORTT), valamint a Nemzeti Média és Hírközlési hatóság (NMHH) látókörébe. Ezekben az esetekben a legtöbbször bírságokat szabtak ki. A teljesség igénye nélkül az alábbi kijelentések képezték vizsgálat tárgyát:
- 2005. szeptember 20-án a műsorvezetők markáns véleményt fogalmaztak meg a szeptember 22-i Autós Világnapra meghirdetett biciklis felvonulásról. A műsorban felolvasták a hallgatói üzeneteket is, amelyek sértették a kerékpáros felvonulókat, illetve a rendezvény szervezőit – tágabb értelemben a környezetvédőket durva és sértő megjegyzések érték, valamint negatív hangulatkeltés folyt ellenük és egyúttal bántalmazásukra is felszólítottak. A műsorban például elhangzott: „Tudod mit csinálnék egy biciklistával? Bezárnám a garázsomba, és elindítanám az autóm motorját.” Emiatt 2007 júniusában 10 percre fel kellett függeszteniük a műsor sugárzását.[12]
- 2007. február 23-án 24 millió forintra büntették a Sláger Rádiót a Bumeráng miatt, többek között a "durva nyelvezetet, trágár szavak gyakori használatát" említve, és kifogásolva az "erőszakos tartalmú témák helytelen feldolgozását, a viccelődést komoly bűncselekményekkel".[13]
- 2007. április 3-án Bochkor Gábor, miután a hírolvasó, Gombos Edina több kínaiakról és Kínáról szóló hírt olvasott be, elszólta magát, azt mondta, hogy "Irtsuk már ki a kínaiakat!". Majd hozzátette, hogy "mármint a kínai híreket".[14]
- 2008. december első hetében vizsgálta az ORTT a műsort, az agresszióra és drogfogyasztásra utaló kijelentések miatt több mint 4 millió forintos büntetést szabtak ki a Sláger Rádióra.[15]
- 2012. június 20-án a Neo FM 250 ezer forintos bírságot kapott, mert egy állatvédő feljelentette őket, miután az egyik adásban azon viccelődtek, milyen állatfajták pusztulhatnak ki.[16]
- 2012. július 31-én Bochkor Gábor a londoni olimpián szerzett első magyar aranyérem kapcsán így vélekedett Horváth Mariann sportkommentátor közvetítéséről: "Én azért nem hatódtam meg, mert annyira meghatódott a műsorvezetőnő, hogy már zavart. Ez iszonyat volt! Ha ott lettem volna, izé, a mikrofonnak megnyomom a köhögő gombját, két pofon, és elengedem, na, most beszélhet". Az eset komolyabb felháborodást keltett, Bochkor augusztus 6-án nyilvánosan is bocsánatot kért, de mivel éppen ezen a napon szűnt meg a műsor a Neo FM-en, így ez csak kisebb visszhangot keltett.[17]